# 슬리츠

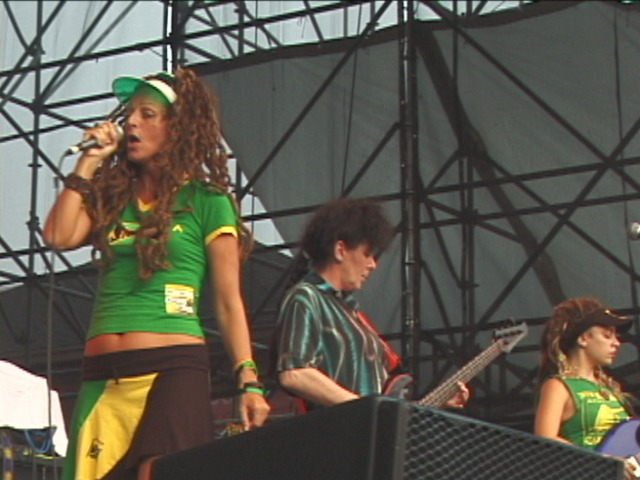
2007년 재결성한 슬리츠의 모습

슬리츠(The Slits)는 1976년 영국 런던에서 플라워스 오브 로맨스와 캐스트레이터스 멤버가 결성한 펑크 록 밴드이다. 밴드의 초기 라인업은 아리 업(아리안 포스터), 팜올리브(a.k.a. 팔로마 로메로, 스피즈에너지에서 잠시 활동했으며 레인코츠에 들어가기 위해 탈퇴했다), 그리고 비브 앨버틴과 테사 폴릿이 각각 창립 멤버인 케이트 코러스와 수지 것시를 대체했다. 1979년에 발매된 데뷔 음반 《Cut》은 포스트펑크 시대를 정의하는 음반 중 하나로 꼽히고 있다.

## 역사
슬리츠는 아리 업이 패티 스미스의 공연을 보러 갔을 때 결성됐다. 엄마와의 다툼 이후 아리는 팜올리브와 케이트 코리스에게 접근해 밴드를 결성하자는 제안을 받았고, 이튿날 첫 리허설을 진행했다.
슬리츠는 1977년 더 클래시의 〈White Riot〉 투어에서 버즈콕스, 더 잼, 프리펙츠, 서브웨이 섹트 등과 함께 밴드의 지원 공연을 했다. 이 시기 슬리츠의 클럽에서의 공연은 1978년에 개봉한 영화 《펑크 록 무비》에 포함됐다. 1978년 11월 슬리츠는 "Sort it Out" 투어에서 이노센츠의 오프닝 공연과 함께 다시 한 번 더 클래시와 투어를 함께 했다. 조 스트러머는 밴드의 강렬한 공연에 훌륭하다는 평가를 내렸다.
팜올리브는 1978년 밴드를 떠났고 1979년 1월 4일 레인코츠로 데뷔했다. 이후 드러머 자리는 스핏파이어 보이스의 드러머이자 이후 수지 앤 더 밴시스의 멤버가 되는 버지가 잠시 드러머를 맡았다. 드러머가 바뀌면서 음악 스타일도 바뀌게 되는데, 1977년과 1978년 두 번의 필 세션에 담긴 슬리츠 초기의 원시적이고 시끄러우며 드럼 지배적인 라이브 사운드는 버지 영입 이후로 보다 베이스 지향적인 사운드로 다듬어졌으며, 레게, 덥, 월드 뮤직 등에서 파생된 새로운 스타일을 선보였다.

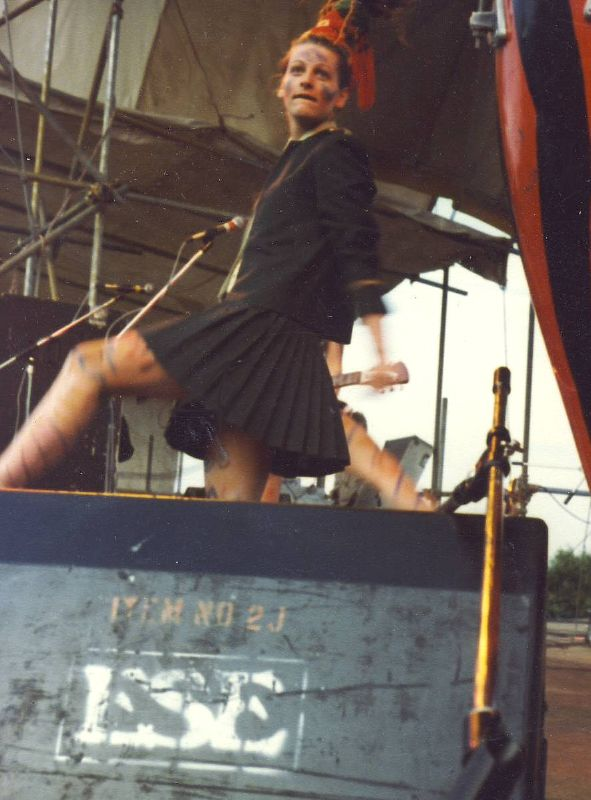
1980년 6월 15일 알렉산드라 팰리스에서 열린 비트 앤 더 블루스 페스티벌에서의 아리 업

데니스 보벨이 프로듀싱한 데뷔 음반 《Cut》은 1979년 9월 아일랜드 레코드를 통해 발매되었으며, 네네 체리과 백 보컬로 합류했다. 음반의 표지는 로인클로스만 입은 채 진흙을 묻히고 있는 밴드의 사진이 쓰였다. 팜올리브가 이 사진을 좋아하지 않아서 밴드를 떠났다는 주장이 존재했지만, 팜올리브 자신과 비브 앨버틴은 팜올리브가 몇 달 전 밴드를 나가겠다는 의사를 밝혔다고 주장했으며, 팜올리브는 음반에 참여하지 않았다.
슬리츠의 사운드와 태도는 1980년대 초반 점점 실험적이고 전위적으로 변해갔는데, 브리스톨 출신 포스트펑크 밴드 팝 그룹과 함께 드러머 브루스 스미스를 공유하며 Y 레코드에서 스플릿 싱글인 〈In the Beginning There Was Rhythm / Where There's a Will...〉을 발매했다. 이후 《Cut》 발매 이전 대부분의 수제 데모와 라이브 공연으로 구성된 제목이 없는 컴필레이션 음반을 발매했다. 슬리츠는 1982년 초 해체 전 두 번째 정규 음반인 《Return of the Giant Slits》를 발매하고 투어를 돌았다. 아리 업은 뉴 에이지 스테퍼스의 밴드로 들어갔다.
아리 업과 테사 폴릿은 2005년 비브 앨버틴이 재결성을 꺼리자 새로운 멤버로 밴드를 재결성했고, 2006년 EP 《Revenge of the Killer Slits》를 발매했다. 이 EP에는 섹스 피스톨즈의 전 멤버인 폴 쿡과 애덤 앤 디 앤츠의 전 멤버 크리스 콘스탄티누 및 마르코 피로니가 뮤지션과 공동 프로듀서로 참여했다. 또한 폴 쿡의 딸 홀리 쿡은 밴드에 영입되어 키보드를 연주했다. 재결성 당시 밴드의 다른 멤버들은 기타 리스트 No, 독일인 드러머 안나 슐트와 기타리스트 아델 윌슨이 있었다.
슬리츠는 2006년 25년 만에 "States of Mind" 투어를 통해 미국 투어를 진행했으며, 호주, 일본 및 뉴욕의 맥캐런 공원에서 소닉 유스의 오프닝 공연을 맡았다. 아델 윌슨과 No가 밴드를 떠난 후에는 미국의 기타리스트인 미셸 힐로 대체됐다. 2009년 7월 영국에서 옴니버스 프레스를 통해 전기 《Typical Girls? The Story of the Slits》가 출간되었으며, 세 달 후에는 밴드의 세 번째 정규 음반 《Trapped Animal》이 발매됐다.
2010년 10월, 아리 업이 48세의 나이로 사망하였고, 밴드의 마지막 작품인 〈Lazy Slam〉의 비디오는 아리 업의 뜻에 따라 사후 발매됐다. 밴드의 마지막 곡이자 1981년 미발매곡 〈Coulda Woulda Shoulda〉가 이후 공개됐다. 2018년, 밴드를 다룬 다큐멘터리 《Here to be Heard: The Story of the Slits》가 발매됐다.

## 멤버
- 아리 업 – 보컬 (1976–1982, 2005–2010; 2010년 사망)
- 팜올리브 – 드럼 (1976–1978)
- 수지 것시 – 베이스 기타 (1976)
- 케이트 코러스 – 기타 (1976–1977)
- 테사 폴릿 – 베이스 기타 (1976–1982, 2005–2010)
- 비브 앨버틴 – 기타 (1977–1982)
- 버지 – 드럼 (1978–1980)
- 브루스 스미스 – 드럼 (1980–1982)
- 네네 체리 – 백 보컬 (1981)
- 홀리 쿡 – 백 보컬 (2005–2010)
- 미셸 힐 – 기타 (2005–2010)
- NO – 기타, 백 보컬 (2005–2010)
- 안나 슐트 – 드럼 (2005–2010)
- 아델 윌슨 – 기타 (2005–2010)
- 리틀 애나 – 멜로디카 (2007–2009)

## 디스코그래피
정규 음반
- Cut (1979년 9월)[18]
- Return of the Giant Slits (CBS, 1981년 10월)
- Trapped Animal (나낵, 2009년)

컴필레이션 음반
- The Slits/Bootleg Retrospective/Untitled (Y 레코드, 1980년 5월)
- Double Peel Sessions (스트레인지 프루트, 1988년 11월)
- In the Beginning (정글, 1997년)
- Live at the Gibus Club (캐슬 뮤직 / 생추어리, 2005년 2월 – 1978년 1월 녹음)[19]

싱글 및 EP
- 〈Typical Girls〉 / 〈I Heard It Through the Grapevine〉 (아일랜드 (영국) / 앤틸리스 (미국), 1979년 9월)
- 〈In the Beginning There Was Rhythm〉 (Y, 1980년 3월, 팝 그룹과의 스플릿 싱글)
- 〈Man Next Door〉 / 〈Man Next Door (version)〉 (Y, 1980년 6월)
- 〈Animal Space〉 / 〈Animal Spacier〉 (휴먼 (영국), 휴먼 (다른 트랙의 12인치 EP, 미국))
- 〈Earthbeat〉 / 〈Earthdub〉 / 〈Begin Again, Rhythm〉 (CBS, 1981년 8월 (영국), 1981년 12월 (미국), 첫 두 트랙은 7인치 싱글, 세 트랙은 12 인치 EP)
- 〈American Radio Interview (Winter 1980)〉 / 〈Face Dub〉 (CBS, 1981년 10월, 《Return of the Giant Slits》의 보너스 레코드)
- The Peel Sessions (스트레인지 프루트, 1987년 2월)
- Revenge of the Killer Slits (2006) 7"/CD 맥시 싱글 (온리 러버스 레프트 얼라이브/EXO)